# Torrelameu
Torrelameu – gmina w Hiszpanii, w prowincji Lleida, w Katalonii, o powierzchni 10,81 km². W 2011 roku gmina liczyła 723 mieszkańców.